# Marquesia macroura
Marquesia macroura là một loài thực vật có hoa trong họ Dầu. Loài này được Gilg mô tả khoa học đầu tiên năm 1908.